# Bistum Alqosch
Das Bistum Alqosch (lateinisch Dioecesis Alquoshensis Chaldaeorum) ist ein mit der römisch-katholischen Kirche uniertes chaldäisch-katholische Bistum mit Sitz in Alqosch, Irak. Das Bistum wurde am 24. Oktober 1960 gegründet.

## Ordinarien
- Abdul-Ahad Sana (1960–2001)
- Mikha Pola Maqdassi (2001–2022, dann Weihbischof im Patriarchat von Bagdad)
- Thabet Habib Yousif Al Mekko (2022–2025)
  - Sedisvakanz seit 18. Juni 2025